# Красноскулов, Владимир Феодосиевич
Владимир Феодосиевич Красноскулов (21 марта 1943 — 16 марта 2024) — советский композитор, заслуженный деятель искусств Российской Федерации. Профессор Ростовской государственной консерватории им. С. В. Рахманинова, член правления ростовской организации Союза композиторов России.

## Биография
Владимир Феодосиевич Красноскулов родился 21 марта 1943 года.
С 1949 по 1956 год занимался в ДШМ при Софийской государственной Консерватории по классу фортепиано. Пел в детском хоре «Бодра смяна». Становился лауреатом десяти Гран-При и первых премий международных фестивалей. С 1958 по 1961 год учился в Ростовском музыкальном училище в классе хорового дирижирования заслуженного артиста Армянской ССР В. А. Никольского и в классе сочинения заслуженного деятеля искусств РСФСР А. П. Артамонова.
В 1961 году поступил в Харьковский институт искусств, став его выпускником в 1966 году. Обучался на композиторском и дирижёрско-хоровом факультетах — в классе сочинения и инструментовки заслуженного деятеля искусств Украинской ССР профессора В. Т. Борисова, в классе дирижирования кандидата искусствоведения, профессора А. А. Мирошниковой. В 1968 году Владимир Красноскулов стал членом Союза композиторов СССР.
С 1975 по 1989 год был председателем правления Ростовской организации Союза композиторов РСФСР. В период с 1974 по 1992 год состоял в руководящих органах Союза композиторов СССР и РСФСР. С 1978 по 1990 год был секретарём Правления Союза композиторов России. В 1995 году — член Центральной ревизионной комиссии.
Владимир Красноскулов опубликовал около 40 произведений. Написал 3 авторских сборника и 7 методических сборников. Провёл больше полутора тысяч концертов в Москве, Сибири, Санкт-Петербурге, Дальнем Востоке, республиках бывшего СССР.
Подготовил больше 700 специалистов, 18 членов Союза композиторов, профессоров, доцентов и кандидатов наук. Один из его учеников — композитор А.Бакши — лауреат Государственной премии Российской Федерации. В 1998 году Владимиру Красноскулову присвоено звание заслуженного деятеля искусств РФ, в том же году присвоено звание профессора. С 2011 года почётный деятель Союза композиторов России.
Владимир Красноскулов написал ораторию «Человек», 7 кантат, 12 камерно-вокальных циклов — среди них «Ответный звук», «Элегии и капричос», «На назначенное свиданье опоздаю».
Умер 16 марта 2024 года в возрасте 80 лет.